# ТЕС Татхоун
16°57′50″ пн. ш. 97°24′24″ сх. д. / 16.96389° пн. ш. 97.40667° сх. д.
ТЕС Татхоун (Thaton) – теплова електростанція на південному сході М’янми.
В 1974, 1985 та 2010 роках на майданчику станції ввели в дію три газові турбіни загальною номінальною потужністю 54 МВт. Відпрацьовані ними гази використовувались для продукування пари, проте не з метою створення комбінованого циклу, а задля забезпечення потреб розташованого біч-о-біч гумового заводу. Станом на початок 2020-х років фактична сукупна потужність цих турбін становила лише 43,7 МВт (11,3 МВт, 15,5 МВт та 16,9 МВт відповідно).
В 2019 році на майданчику станції став до ладу один енергоблок комбінованого парогазового циклу потужністю 119 МВт, в якому дві газові турбіни потужністю по 40 МВт живлять через відповідну кількість котлів-утилізаторів одну парову турбіну.
Як паливо станція використовує природний газ, що надходить по трубопроводу Янгон – Канбаук.
Для охолодження використовують воду із річки Donthami.
Видача продукції відбувається по ЛЕП, розрахованим на роботу під напругою 230 кВ.